# Alexander Kiening

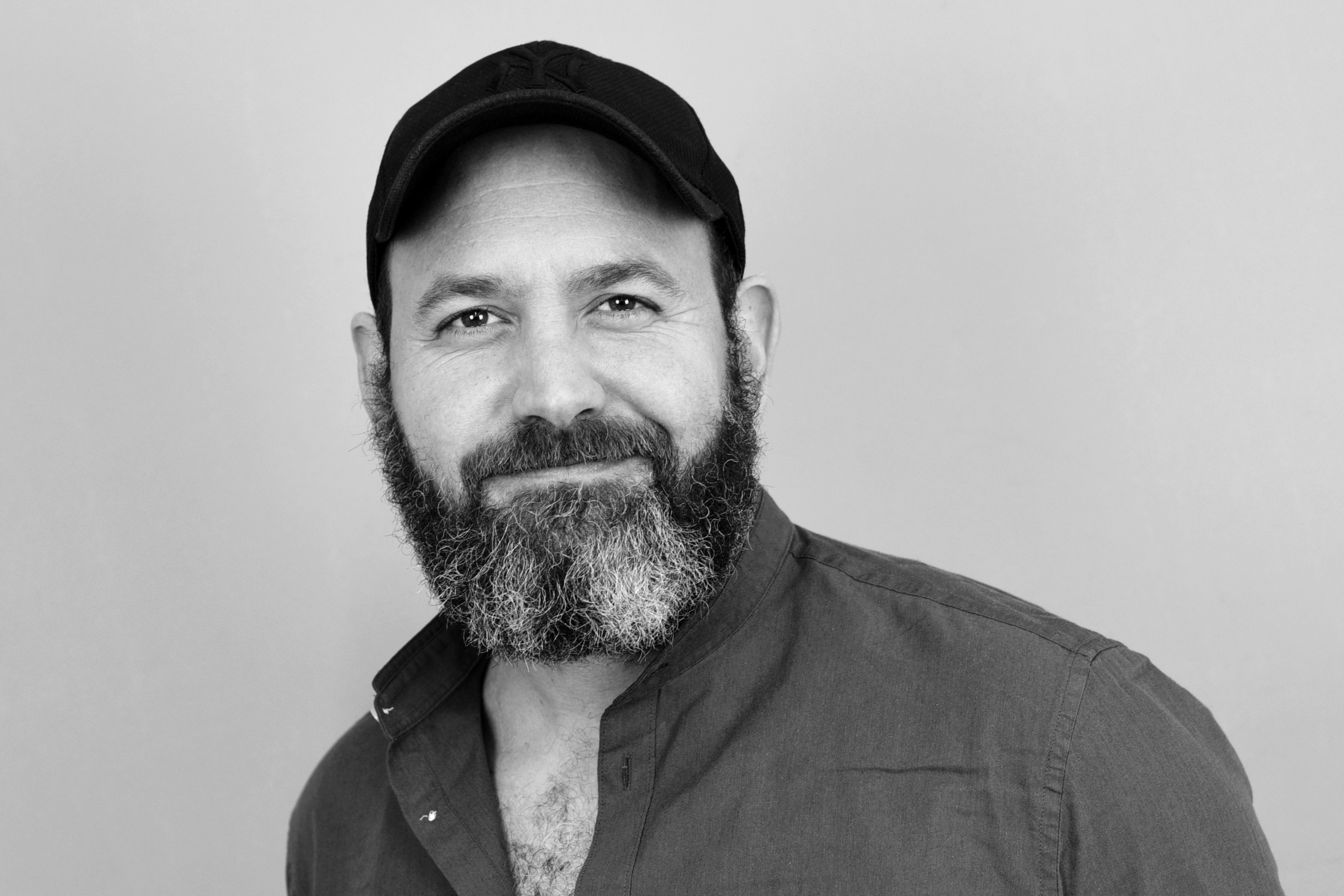
Alexander Kiening (2021)

Alexander Kiening (* 1. Juni 1973 in München) ist ein deutscher Filmproduzent und freier Dozent. Er ist Gesellschafter-Geschäftsführer der Don’t Panic Films.

## Leben
Nach Abitur und Zivildienst arbeitete Alexander Kiening ab 1994 zunächst im RTL Landesstudio Süd als technischer Studioassistent und Aufnahmeleiter und betreute dort u. a. eine tägliche Live-Sendung. Es folgten zahlreiche Praktika im Bavaria Kopierwerk sowie in der Kameraabteilung, im Schneideraum und als Script/Continuity bei verschiedenen großen Filmproduktionen. Ab 1996 arbeitete er als Kameraassistent unter anderem mit Jörg Schmidt-Reitwein und Joseph Vilsmaier.
Im Jahr 1997 wechselte er in die Produktionsabteilung, zunächst als Produktionsfahrer, später mehrere Jahre als Aufnahmeleiter. Hier wirkte er unter anderem bei großen Kinofilmen wie z. B. Marlene, Comedian Harmonists und Asterix und Obelix gegen Caesar mit.
Nach einigen kurzen Projekten als Produktionsleiter und der ersten eigenen Produktion als Produzent, dem Musikvideo zum Top-10-Hit Supergirl der Band Reamonn, wurde er im Jahr 2000 als Dramaturg und Leiter der Nachwuchs-Regie-Abteilung bei der Lounge Entertainment AG engagiert, bis er Ende 2001 nach Berlin zog. Dort arbeitete er zunächst als Herstellungsleiter beim damals größten europäischen Musik-Film-Produzenten DoRo mit einem Produktionsvolumen von ca. 60–80 Projekten pro Jahr. 
Anfang 2003 gründete Alexander Kiening gemeinsam mit den Regisseuren Joern Heitmann und Daniel Lwowski sowie dem Produzenten Ingo Georgi die Katapult Filmproduktion. Als Produzent der Katapult Filmproduktion setzte er ab 2003 mehr als 600 Einzelproduktionen um, in erster Linie Musikvideos und Werbungen, aber auch TV-Shows, Liveaufzeichnungen für Fernsehen und DVD/BluRay sowie über 100 Folgen der wöchentlichen Web-Comedy Halt die Klappe mit Micky Beisenherz.
Im Jahr 2018 gründete er gemeinsam mit Showrunner und Regisseur Rainer Matsutani die Produktionsfirma Don’t Panic. 2018/2019 war er Hauptproduzent die internationalen Science-Fiction-Serie Spides, die in über 120 Länder verkauft wurde und unter anderem in USA auf Crackle plus, in Deutschland und Frankreich bei Amazon Prime Video und auf nahezu allen europäischen SyFy-Channels läuft.
Gemeinsam mit Realfilm produzierte er die Horror-Serie Hameln – Die Rückkehr des Rattenfängers für ZDFneo, die bereits im ersten Monat gut 2 Millionen Zuschauende erreichte.

## Lehrtätigkeit und Nachwuchsförderung
Im Jahr 1997 gründete Alexander Kiening gemeinsam mit u. a. Marc Wilkins und Jonas Dornbach den Verein kinoherz – Verein junger Filmemacher e.V. zur Unterstützung von Nachwuchsfilmschaffenden bei ihren Projekten innerhalb und außerhalb der Filmhochschulen. Zahlreiche heute erfolgreiche Regisseure und Produzenten machten gemeinsam mit Kinoherz ihre ersten Schritte.
Ab 1999 war Alexander Kiening als freier Dozent bei der Gesellschaft für Medienberufe tätig und gab Vorlesungen und Seminare in den Bereichen Aufnahmeleitung und Regie-Assistenz. Seit November 2002 ist Alexander Kiening staatlich anerkannter Ausbilder zum Kaufmann für audiovisuelle Medien.
Seit 2002 hält er als freier Dozent regelmäßig Seminare und Workshops zu kreativer Projektsteuerung, Dramaturgie sowie Projektkalkulation im Rahmen der Berufsausbildungen zum Kaufmann für audiovisuelle Medien und zum Mediengestalter Bild und Ton. Seit 2019 bietet er Tages- und Wochenendseminare zur B2B-Präsentation an.

## Auszeichnungen
- Cannes Lion 2016 für Barmer GEK Moshpital.[7]
- Design Award 2016 für Barmer GEK Moshpital.
- Deutscher Digital Award 2016 für Barmer GEK Moshpital.
- Comprix Award in Gold 2016 für Barmer GEK Moshpital.
- VIVA Comet 2011 für Beatsteaks, Milk & Honey. Gleichzeitig nominiert für Die Fantastischen Vier, Danke und für Jupiter Jones, Still.
- Ticketmaster 2011 – 40x Sold Out Award für den internationalen Werbespot zu Red Bull Flying Bach Tour.
- VIVA Comet 2010 für Silbermond, Krieger des Lichts. Gleichzeitig nominiert für Jan Delay, Oh Jonny.
- ECHO 2009 für Rosenstolz, Gib mir Sonne. Gleichzeitig nominiert für Beatsteaks, Hey du.
- ECHO 2008 für Tokio Hotel, Spring nicht. Gleichzeitig nominiert für K.I.Z, Geld essen und für LaFee, Wer bin ich?.
- Die Klappe 2005 für Paul van Dyk & Peter Heppner, Wir sind wir.
- VIVA Comet 2005 für Rammstein, Keine Lust. Gleichzeitig nominiert für Juli, Geile Zeit.
- VIVA Comet 2003 für Rosenstolz, Es tut immer noch weh. Gleichzeitig nominiert für Herbert Grönemeyer, Demo (letzter Tag).
- Nominierung ECHO 2013 für Die Toten Hosen, Tage wie diese.
- Dreifach-Nominierung ECHO 2010 für Silbermond, Irgendwas bleibt und für Cassandra Steen feat. Adel Tawil, Stadt und für Culcha Candela, Monsta.
- Doppel-Nominierung VIVA Comet 2009 Silbermond, Irgendwas bleibt und für Rosenstolz, Gib mir Sonne.
- Nominierung ECHO 2009 Beste Musik-DVD-Produktion für Bushido, 7 – live.
- Nominierung VIVA Comet 2008 Fettes Brot, Bettina, zieh dir bitte etwas an
- Nominierung VIVA Comet 2007 Jan Delay, Für immer und Dich.
- Doppel-Nominierung ECHO 2005 für Rammstein, Ohne dich und für Rosenstolz, Ich komm an dir nicht weiter.
- Nominierung VIVA Comet 2004 Oomph!, Augen auf.
- über 30 Goldene und Platin Schallplatten.